# قسم درزوسابيان الريفي
قسم درزوسابيان الريفي (بالفارسية: دهستان درزوسابيان) (بالفارسية: دهستان درزوسابیان) منطقة ريفية في الناحية المركزية، مقاطعة لارستان، محافظة فارس، إيران. في إحصاء عام 2006 ميلادية، بلغ عدد سكانه 5,859 نسمة، في 1,202 عائلة. يتكون قسم درزوسابيان الريفي من 28 قرية.